# Хорхе Лазаров
Хорхе Овидио Лазаров Сескони (на испански: Jorge Ovidio Lazaroff Cesconi) е китарист, композитор и певец от Уругвай.
Хорхе Лазаров е роден през 1950 г. в град Монтевидео, има български етнически произход. Баща му е роден в България, а майка му в аржентинския град Салта. Лазаров завършва колежа Ричард Андерсън в Монтевидео. Той издава четири самостоятелни албума и участва в групите „Los que iban cantando“, „Vale 4“ и „Patria Libre“. Умира на 22 март 1989 г. в резултат на лимфома.

## Дискография
- „Albañil“
- „Dos“
- „Tangatos“
- „Pelota al medio“